# (23572) 1995 AS2
1995 أي أس 2 (ويعرف أيضًا باسم (23572) 1995 أي أس 2 وفق تسمية الكوكب الصغير) (بالإنجليزية: 1995 AS2)‏ هو كويكب ضمن حزام الكويكبات؛ وترتيبه 23572 من حيث الاكتشاف.
اكتُشف هذا الجُرم الفلكي بواسطة Takuo Kojima ‏ في 10 يناير 1995.

## وصلات خارجية
- (23572) 1995 AS2 في قاعدة بيانات مختبر الدفع النفاث لأجرام النظام الشمسي الصغيرة

- الاكتشاف · مخطط المدار ·  العناصر المدارية · المعلمات المادية

- (23572) 1995 AS2 على موقع ويكي سكاي: DSS2, SDSS, GALEX, IRAS, Hydrogen α, X-Ray, Astrophoto, Sky Map, Articles and images